# Étienne Loulié
Étienne Loulié   (París, 1654 - París, 16 de juliol de 1702) fou un músic francès.
Fou el primer músic al què se li acudí la idea d'inventar un instrument per a mesurar el temps en la música, que anomenà cronometre; també inventà l'aparell dit sonòmetre, per a afinar el clavicordi.
Va donar a llum diverses obres concernents a l'art musical, que se sàpiguen: Elements on principes de la musique, mis dans un novel ordre, etc. (París, 1696); Abrégé des principes de musique, avec plusieurs leçons, sur chaque difficulté de ces mesmes principes (París, 1696), obra editada també a Amsterdam amb el títol Elements ou principes de musique, avec la maniere du chant, i Nouveau système de musique, ou nouvelle decision du monochorde, avec la description et l'usatge du sonomètre, instrument de nouvelle invention pour apprendre a acordar le clavecin. (París, 1698).